# Микулец, Эмерих Петрович
Эмерих Петрович Микулец (укр. Емеріх Петрович Микулець; 12 марта 1936, Буштына, Чехословакия — 22 июня 2000, Ивано-Франковск, Украина), настоящее имя Эмиль Микулец (чеш. Emil Mikulec) — советский футболист, вратарь. Мастер спорта СССР (1956).

## Биография
Воспитанник клуба «Спартак» (Станислав).
За основную команду дебютировал в 1953 году и провёл в команде 2 сезона.
В 1955 году уехал в Москву, присоединившись к местному «Спартаку». В московской команде Микулец провёл 2 сезона, проведя 13 матчей в чемпионате и 3 матча в кубке СССР, пропустив, в общей сложности, 14 голов. Также сыграл 8 матчей за дублирующий состав команды, пропустив 4 раза.
В 1957 году перешёл в минский «Спартак». Там провёл 1 сезон, сыграв 14 матчей в чемпионате и кубке страны, после чего вернулся в московский «Спартак», за который сыграл лишь 5 матчей за основу и 17 матчей за дубль «красно-белых». После этого вернулся в станиславский «Спартак», где выступал до конца карьеры во второй лиге чемпионата СССР.
С 1997 года и до конца своей жизни работал тренером в ДЮСШ «Спартак» в Ивано-Франковске.